# Lenbrassia
Lenbrassia, monotipski rod gesnerijevki smješten u podtribus Negriinae, tribus Coronanthereae, dio potporodice Gesnerioideae. Jedina vrsta je 	L. australiana, australski endem s otoka.

## Etimologija
Ime je dobio po Leonardu J. Brassu (1900. – 1971.), australskom botaničaru.

## Opis
Lenbrassia je rod s jednom vrstom, L. australiana, porijeklom iz SI Australije. Raste u prašumama u tlu koje se sastoji od raspadajućeg granita na nadmorskoj visini od oko 1000 metara i oblikuje malo stablo do 13 m visoko. Cvjetovi su obično boje tangerine narančaste. Najbliže je povezano s Fieldijom, drugom gesnerijevkom nalik stablu. Plod je mesnata, svijetlozelena, sjajna dlakava bobica.